# Mário Breška
Mário Ľudovít Breška (Topoľčany, 27 dicembre 1979) è un ex calciatore slovacco, di ruolo centrocampista.

## Palmarès

### Club

#### Competizioni nazionali
- Coppa di Slovacchia: 1

Matador Púchov: 2002-2003
- Supercoppa di Slovacchia: 1

Žilina: 2007
- Campionato cipriota: 1

APOEL: 2008-2009
- Supercoppa di Cipro: 2

APOEL: 2008, 2009